# St. Georg (St. Georgen im Schwarzwald)

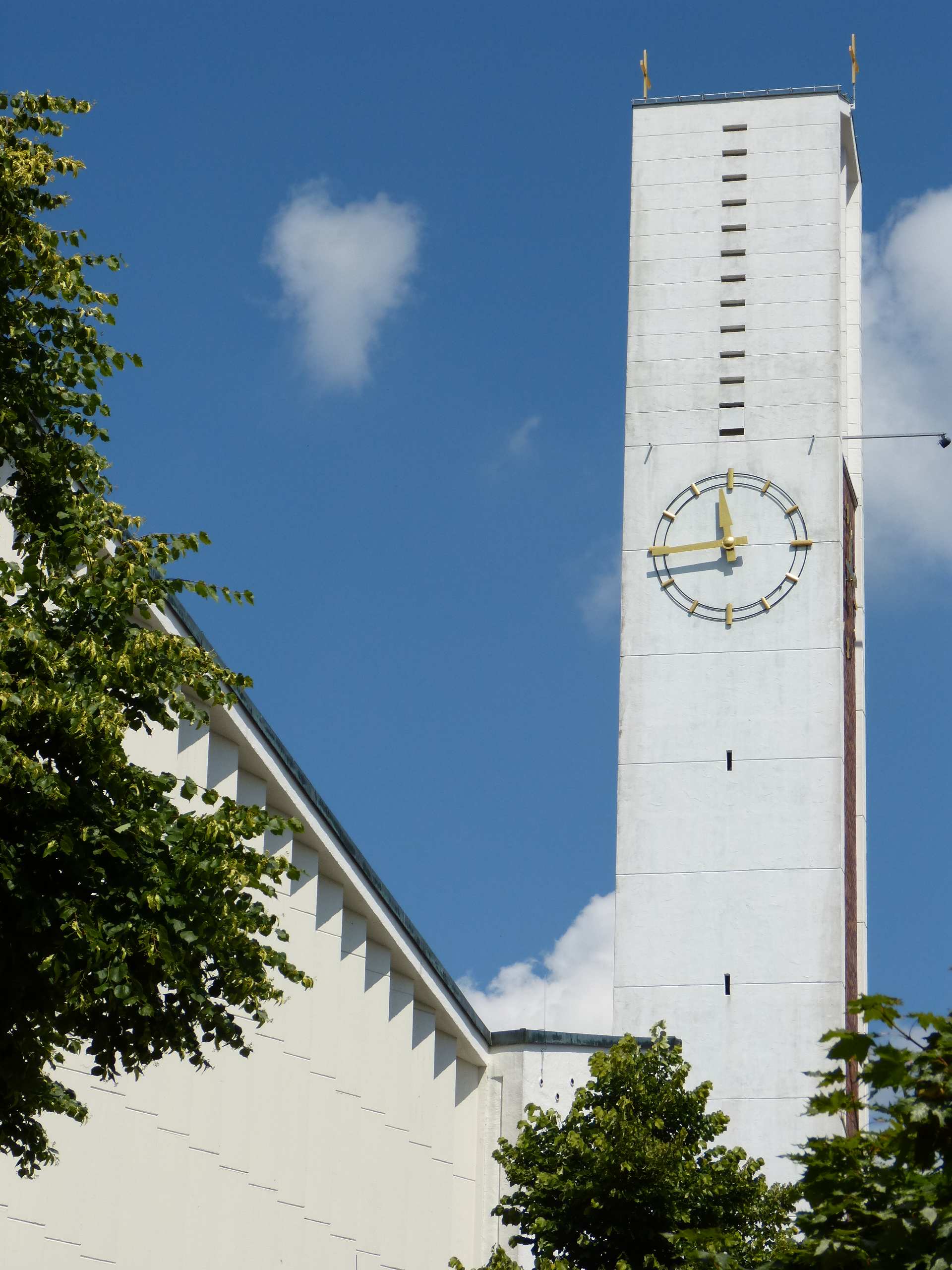
Pfarrkirche St. Georg von Süden

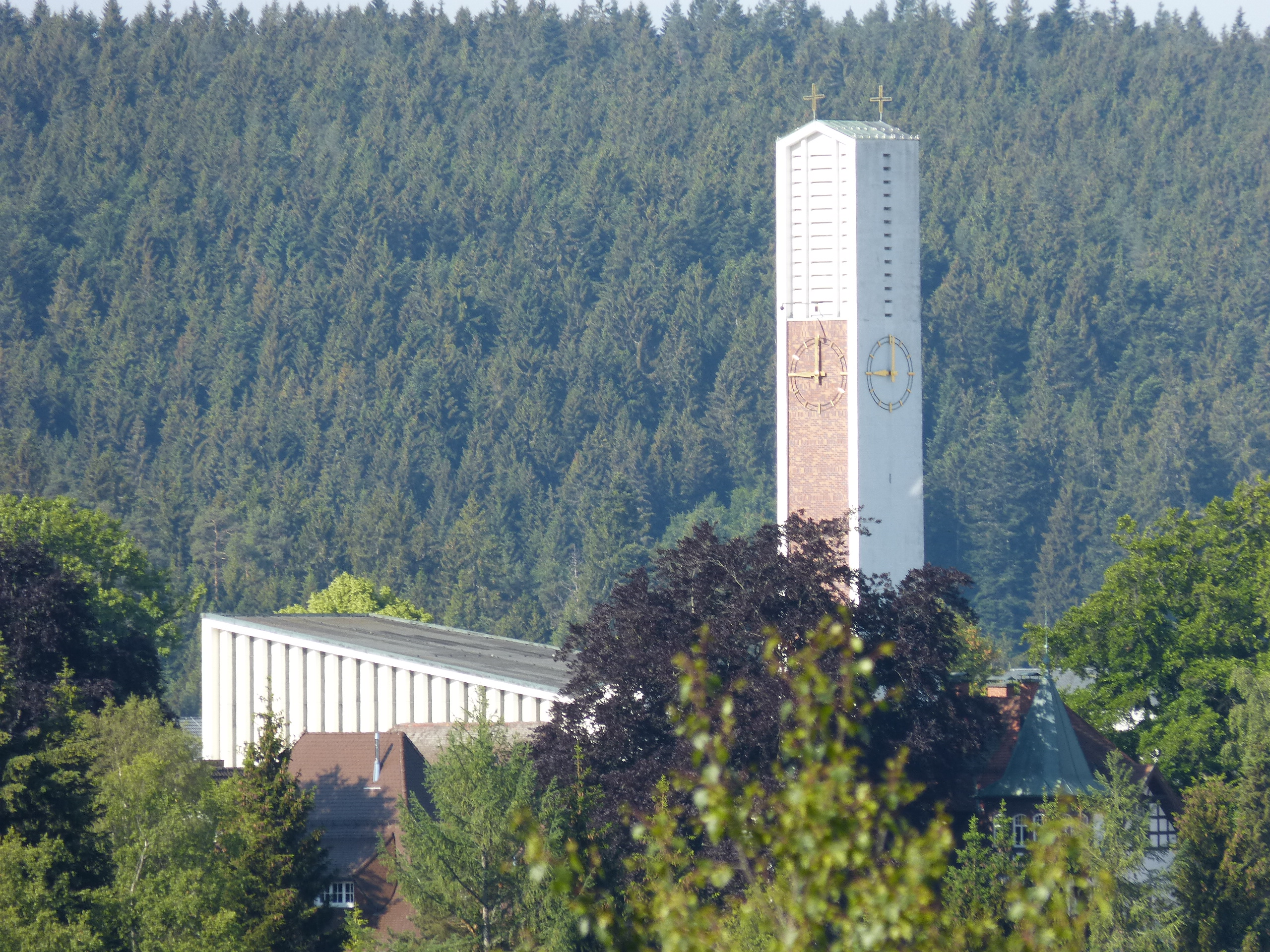
Blick vom Jörglisberg zur St. Georgskirche.

Die Kirche St. Georg ist die römisch-katholische Pfarrkirche der Pfarrei St. Georg in St. Georgen im Schwarzwald. Das Gebiet der Pfarrei ist deckungsgleich mit dem der Stadt St. Georgen und umfasst neben der Stadt St. Georgen auch die Teilorte Brigach, Langenschiltach, Oberkirnach, Peterzell und Stockburg. Seit 2008 gehört die Pfarrei zur Seelsorgeeinheit St. Georgen-Tennenbronn im Dekanat Schwarzwald-Baar der Erzdiözese Freiburg. Kirchenpatron ist der Hl. Georg.

## Geschichte

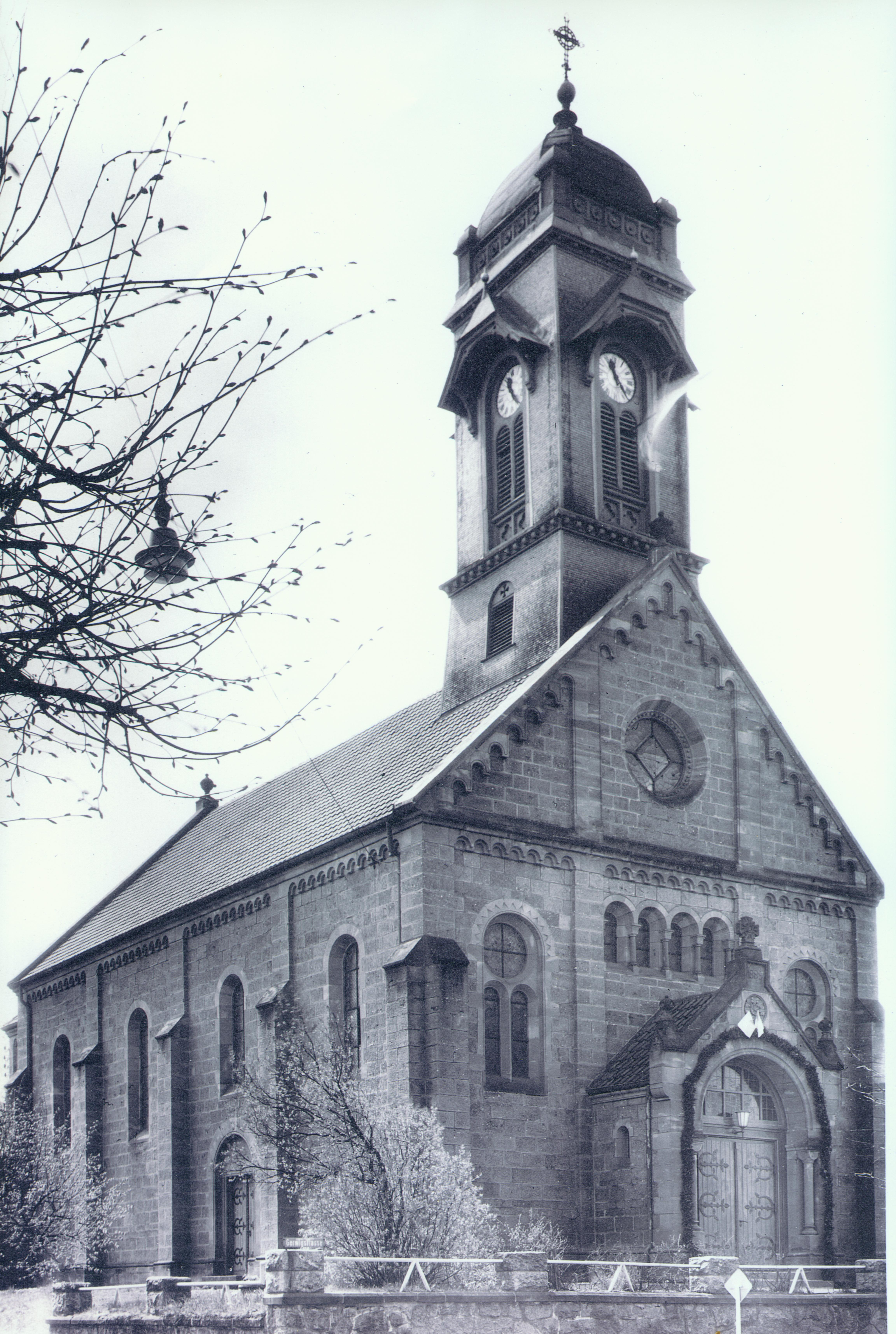
Die alte Kirche, erbaut 1889/90, abgebrochen 1960

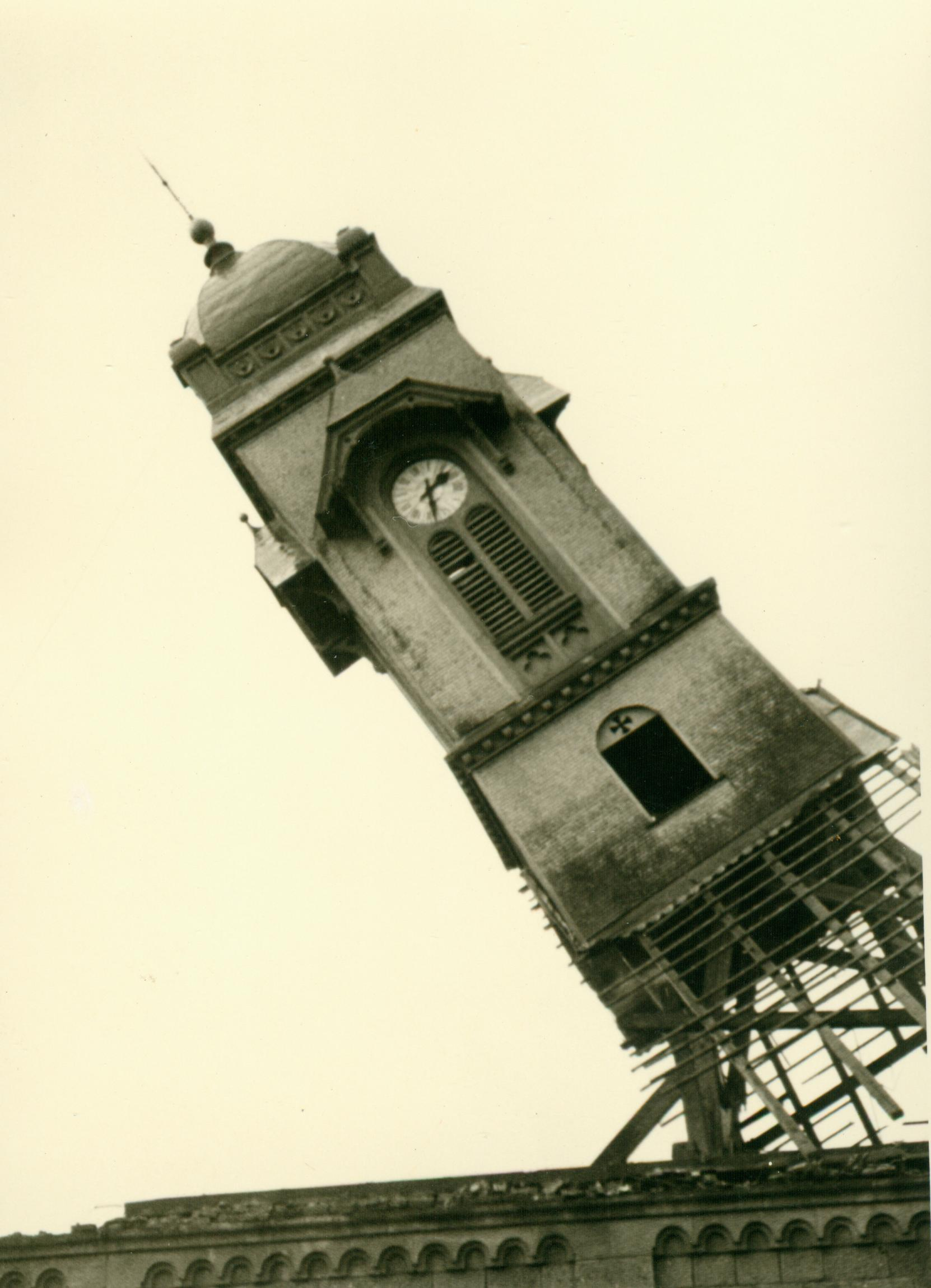
Abbruch der alten Kirche: Fall des Turmes im Mai 1960

Nachdem St. Georgen im Westfälischen Frieden von 1648 endgültig dem Haus Württemberg zugesprochen worden war, war aus dem einstigen Ort des reichen Klosters Sankt Georgen im Schwarzwald eine rein evangelische Gemeinde geworden, 1812 lebten in St. Georgen 914 und im gesamten Kirchspiel 1825 Personen evangelischen Glaubens. Durch die zunehmende Industrialisierung und den damit einhergehenden Zuzug von Auswärtigen stieg die Zahl der Katholiken wieder an. Im Jahr 1843 lag die Zahl der Katholiken bei 43. Sie mussten zunächst den beschwerlichen Weg zum Gottesdienst nach Nußbach auf sich nehmen. Im Jahr 1880 wurde für die nun insgesamt 263 Katholiken aus St. Georgen, Brigach, Peterzell und Stockburg ein Saal im Gasthaus „Bären“ gemietet und dort im April 1880 der erste Gottesdienst abgehalten.
1889/90 erhielt die Gemeinde eine erste eigene Kirche, das Pfarrhaus neben der Kirche wurde 1894 fertiggestellt. Die nach Plänen des Erzbischöflichen Bauinspektors Franz Bär und des Architekten Friedrich Kempt errichtete einschiffige Kirche im neuromanischen Stil mit Dachreiter verfügte mit einer Grundfläche von 272 Quadratmetern über rund 320 Sitzplätze. Am 10. August 1890 wurde der erste Gottesdienst gefeiert. Tag der Kirchweihe war sechs Jahre später am 21. Juni 1896, die Kirche wurde von Weihbischof Justus Knecht zu Ehren des heiligen Georg geweiht.
Nach dem Zweiten Weltkrieg genügte die Kirche den Ansprüchen der ständig wachsenden Gemeinde nicht mehr. Wegen des Platzmangels entschied man sich für einen Neubau, und die alte Kirche wurde im Frühjahr 1960 abgerissen. An der Stelle, an welcher der neue Hochaltar geplant war, wurde ein neun Meter hohes Holzkreuz aus Dachsparren der alten Kirche aufgestellt. Am 16. Juni 1960 erfolgte im Rahmen eines feierlichen Gottesdienstes der erste Spatenstich für die neue Kirche, die Grundsteinlegung fand am 11. Dezember 1960 statt. Vier Wochen nach dem Richtfest am 20. September 1961 war das Kirchenschiff im Wesentlichen vollendet. Die Einweihung folgte am 15. Oktober 1961, dem Kirchweihfest der Erzdiözese Freiburg. In einem levitierten Hochamt konsekrierte der Freiburger Weihbischof Karl Gnädinger die neue Kirche.
Im Rahmen einer umfassenden Innenrenovierung 1989/90 wurde der Altarbereich völlig neu gestaltet. 1990 wurde die neue Orgel der Firma Klais eingebaut. 1993 kam das monumentale, 136 Quadratmeter große Gemälde von Peter Valentin Feuerstein an die Chorwand. Bei einer weiteren Renovierung im Jahr 2015 erhielt der Innenraum einen neuen Anstrich; in der ehemaligen und seit Jahren ungenutzten Taufkapelle wurde zudem eine Gebetskapelle eingerichtet.

## Baubeschreibung

### Architektur
Errichtet wurde das 1960 neu errichtete Gotteshaus nach Plänen von Oberbaurat Max Schätzle, dem damaligen Leiter des Erzbischöflichen Bauamtes in Konstanz.
Der Grundriss insgesamt ist rechteckig, der des Hauptschiffes trapezförmig, er verjüngt sich nach dem Chor zu. Umgekehrt steigt nach dem Chor zu die Schiffhöhe an. Die niedrigen Seitenschiffe sind wiederum wie das Hauptschiff unregelmäßig im Grundriss, jedoch verbreitern sie sich im Gegensatz dazu nach vorne. Ihre Außenwände lösen sich durch ein schmales Lichtband von der Decke und lassen den Raum damit höher erscheinen, als er tatsächlich ist.

### Turm

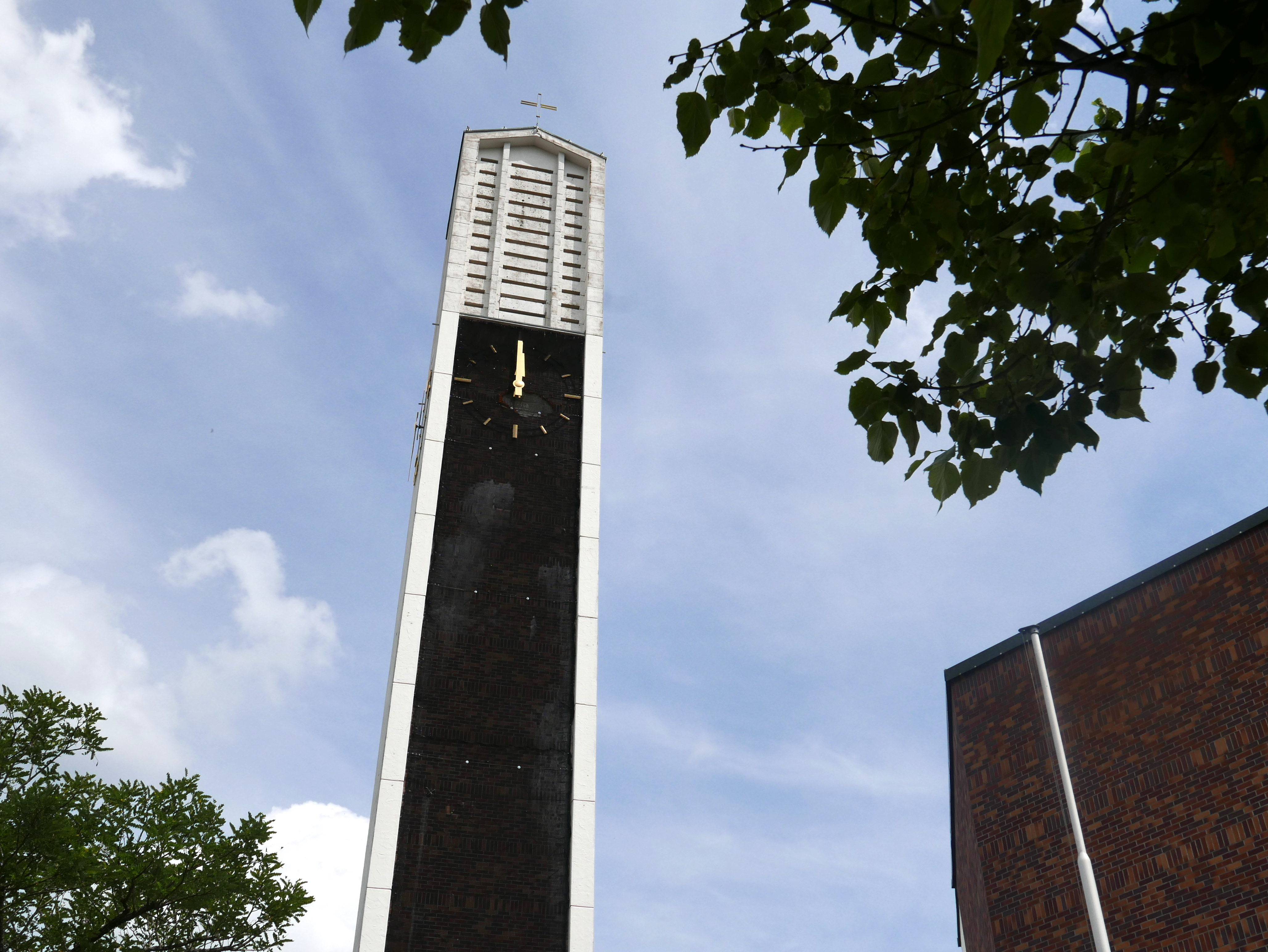
Kirchturm von St. Georg

Der ein Jahr nach der Einweihung der Kirche fertiggestellte freistehende Turm erhebt sich 38,50 Meter über den Kirchenboden. Die eigentliche Basis des Turmes bildet eine 8 × 8 Meter große Platte von 1,10 Meter Stärke. Im unteren Bereich haben die Wände eine Stärke von 35 Zentimetern. Bis zum obersten Geschoss verringert sich der quadratische Grundriss von 4,80 × 4,80 Metern um 20 Zentimeter. Auf beiden Seiten, die in Blickrichtung der Gerwigstraße liegen, ist der Turm bis zur Unterkante des Glockengeschosses verklinkert. In einer Höhe von 21,50 Metern beginnt das Stockwerk, in dem die Turmuhr untergebracht ist. Jedes Zifferblatt hat einen Durchmesser von 3,50 Metern. Der große Zeiger ist mit Auswuchtgewicht 2,05 Meter lang, der kleine misst 1,70 Meter. Darüber folgt das Glockengeschoss, dessen Schallöffnungen nur relativ klein sind. Dadurch verringert sich die Lautstärke des Geläutes nicht, es klingt harmonischer und weicher als bei großen Öffnungen. Insgesamt wurden für den Bau des Turmes rund 200 Kubikmeter Beton und 15 Tonnen Stahl benötigt.

## Innenausstattung

### Chorgemälde

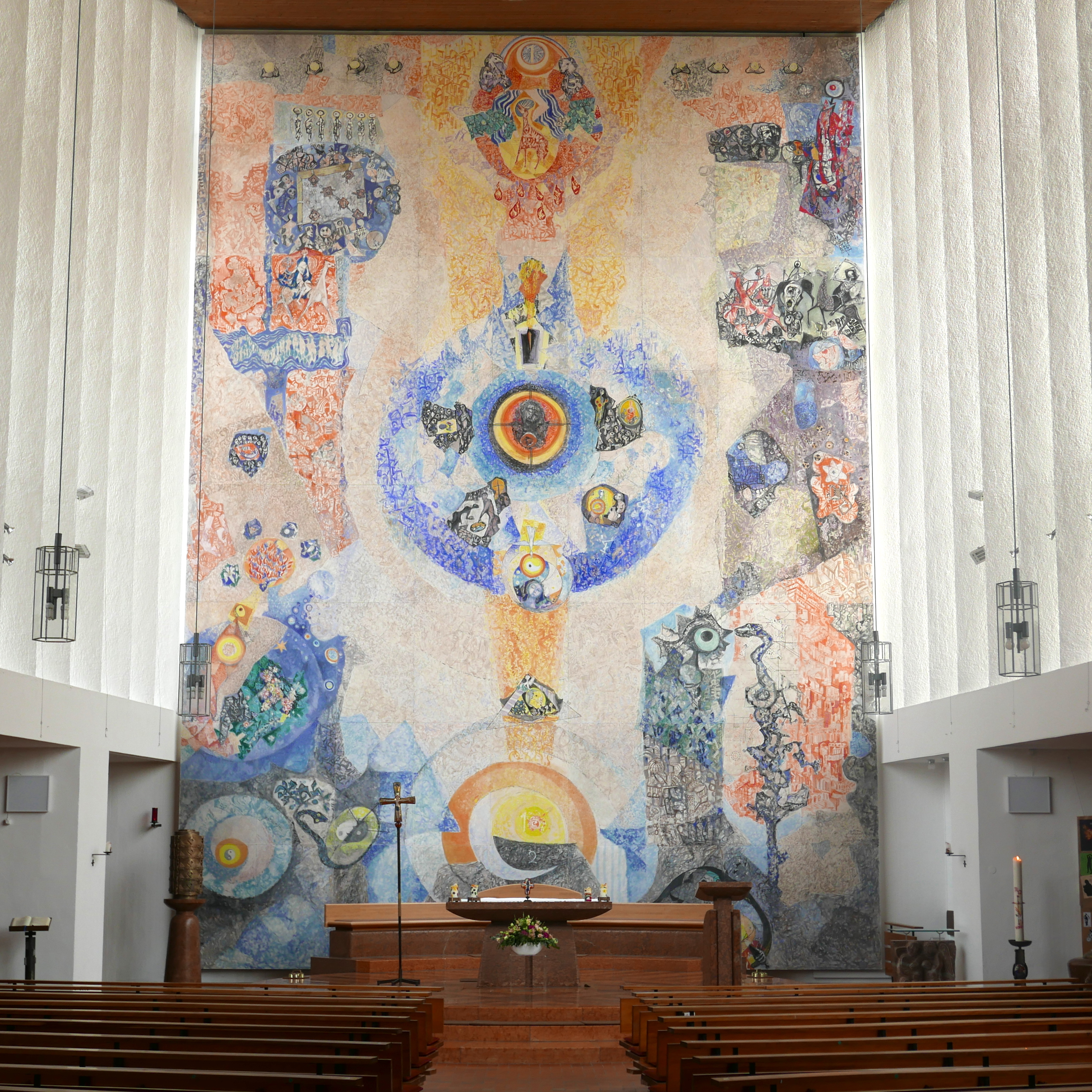
Altarraum mit Chorgemälde

Blickfang im Kirchenraum ist das im Frühjahr 1993 fertiggestellte monumentale Gemälde, das die Chorwand vollständig bedeckt. Bereits 1961 war über die endgültige Gestaltung der Wandfläche nachgedacht worden. Ursprünglich waren hoch über dem Altar die drei Chorfenster der alten Kirche angebracht. Bei der Innenrenovierung wurden sie 1989 ausgebaut und fanden später in der Seitenkapelle links vom Chorraum einen neuen Platz. Seither war das alte Missionskreuz, das nun in der ehemaligen Taufkapelle aufgestellt ist, einziger Schmuck der Wand.
Die Umgestaltung erfolgte nach den Plänen des Künstlers Peter Valentin Feuerstein, in dessen Werkstatt die 72 einzelnen Holzplatten entstanden, von denen jede 1,10 Meter auf 1,70 Meter misst. Damit umfasst das Werk eine Gesamtfläche von gut 136 Quadratmetern.

### Kreuzweg, Kapelle, Portale
Die in den Seitenschiffen unter dem Lichtband liegenden 14 Kreuzwegstationen aus farbigem Antikglas wurden nach Entwürfen von Erika und Walter Binz (Geisingen) sowie Walter Großkopf (Karlsruhe) ausgeführt. Der Zyklus der Leidensgeschichte Christi beginnt rechts vorne nahe dem Eingang zur Sakristei, verläuft im Uhrzeigersinn rund um den Kirchenraum und endet im linken vorderen Bereich der Kirche nahe der Marienfigur.
Die ehemalige Taufkapelle wurde im Zuge der Kirchenrenovierung 2015 zu einer Kerzenkapelle und als Ort des persönlichen Gebets umgestaltet. Die Glasbetonfenster verleihen dem Raum eine besondere Atmosphäre. Im Zentrum des Raumes steht ein altes Missionskreuz, das noch aus der Vorgängerkirche stammt.
Die Portalwand unter der Empore besteht aus bunten Glasbetonsteinen. Die Portale dazwischen sind aus behauenem Kupferblech. Die beiden Seitenportale sind dem Patron und dem Nebenpatron der Pfarrkirche gewidmet. Die rechte Türe trägt die Inschrift „Heiliger Georg, Beschütze uns“. Auf dem linken Portal steht „Heiliger Laurentius, Bitte für uns“. Die Eingangstür zum Kirchturm zeigt den seligen Abt Rupert. Künstlerisch gestaltet wurden die Portale von Hayno Focken.

### Fenster
Das Fensterband der Seitenschiffe, die Fenster der Rückwand unter der Orgelempore und die Fenster der Gebets- und Kerzenkapelle stammen von 1961 und wurden von Helmut Schmidt aus Baiersbronn geschaffen.
Bei der Renovierung der alten Kirche in den 1950er-Jahren erhielt das Gotteshaus auch drei neue Chorfenster, gestaltet vom Künstler Maximilian Bartosz. Beim Abriss der alten Kirche wurden die drei Rundbogenfenster ausgebaut, zu einem einzigen, rechteckig erweiterten Fenster zusammengefasst und hoch über dem Altar in die Chorwand der neuen Kirche eingefügt. 1989 wurden die Fenster bei der Renovation im Hinblick auf die Neugestaltung der Chorwand wieder ausgebaut.
Das mittlere erhielt bereits wenig später in der neuen Seitenkapelle links des Chorraums einen Platz in Blickrichtung zur Friedrichstraße. Es zeigt den auferstandenen Heiland als Sieger über Sünde und Tod. Die beiden anderen, bestehend aus jeweils vier einzelnen Fenstern, sind erst im Herbst 1992 in die Kirche zurückgekehrt. Auch sie tragen seither zum Schmuck der Seitenkapelle bei. Nun sind die insgesamt acht Glasfenster umlaufend an der Kapellenwand angebracht. Hinter den Gläsern verbirgt sich eine elektrische Beleuchtung.
An der Wand, die das Kirchenschiff von der Kapelle trennt, leuchten in kräftigen Farben Motive aus dem Leben des heiligen Georg. Ganz links ist dargestellt, wie der Heilige die Kirche und die Stadt St. Georgen schützend unter seinen Mantel nimmt. Mit einem Schwert wehrt er alles Böse und Unheil von Kirche, Stadt und ihren Bewohnern ab. Auf dem zweiten Bild rechts daneben ist die Enthauptung Georgs dargestellt. Im dritten Feld weist Georg als Künder der Frohbotschaft über das Kreuz in der Hand zum österlichen Sieger und Herrn, Zeichen für seinen Kampf um den Glauben und die Ausbreitung des Gottesreichs. Ganz rechts, im vierten Feld, kämpft Georg als Soldat, Symbol für das Leben des Christen aus dem Ostersieg des auferstandenen Herrn und den Kampf um die Krone des ewigen Lebens.
Der Zyklus an der östlichen Außenwand stellt Motive aus dem Leben der heiligen Elisabeth von Thüringen dar. Im linken Feld ist die Heilige als Patronin und Helferin dargestellt. In der Hand hält sie das Kreuz als Zeichen für das Erreichen der sieghaften Freude des Heilands durch die Liebe. Rechts davon, im zweiten Feld, ist dargestellt, wie Elisabeth sich für die Armen und Kranken aufopfert, bis an das Ende ihrer Kräfte. Im dritten Bild verzichtet sie auf allen Besitz, nachdem sie von der Wartburg verstoßen wurde und nimmt Abschied von ihren Kindern. Das letzte Feld, ganz rechts, zeigt, wie Elisabeth den Sieg Christi so angenommen hat, dass sie fähig ist zum Verzicht auf ihren Gatten, den Gott nach seinem frühen Tod zu sich nimmt.

### Reliquiennische

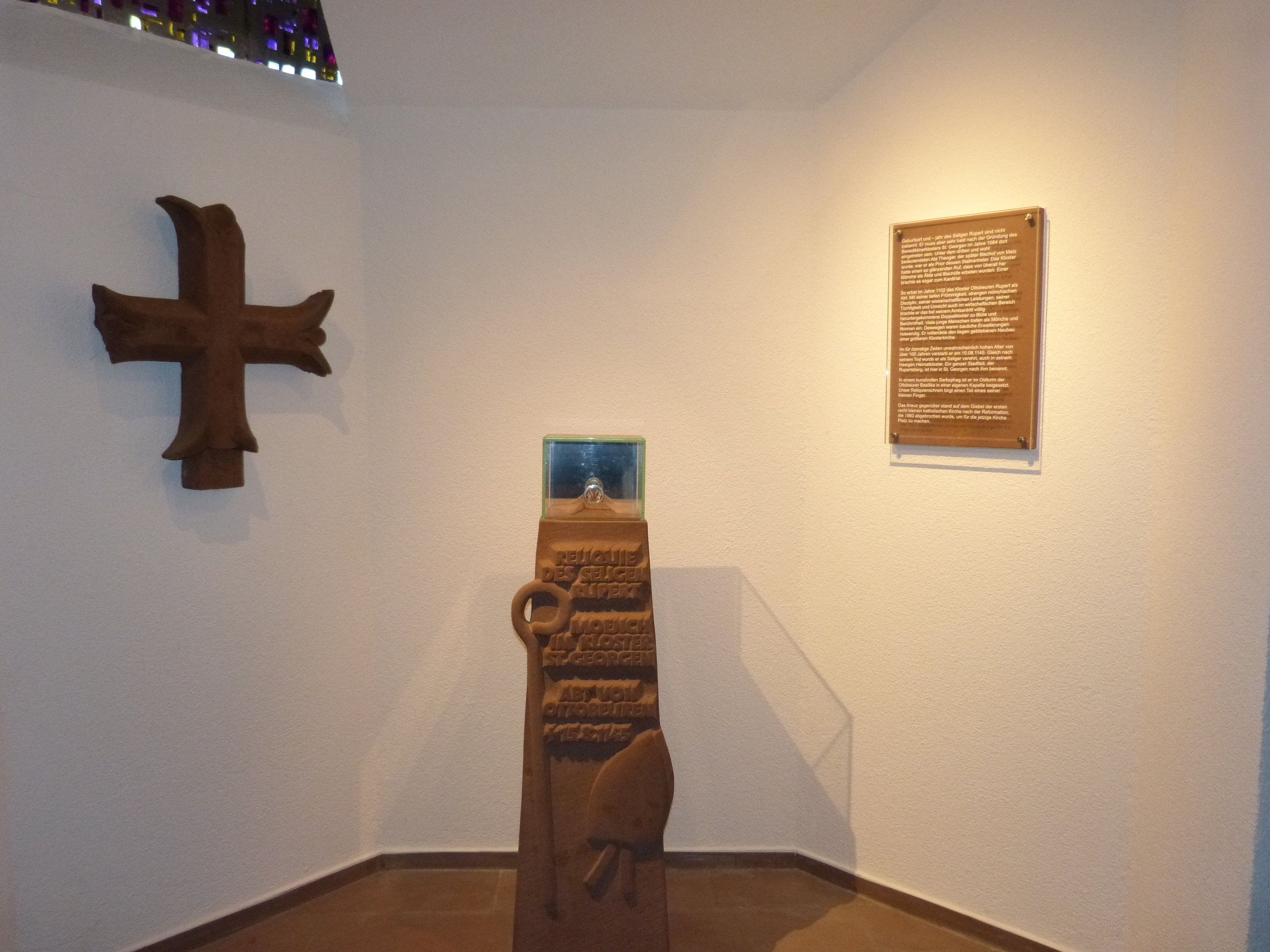
Nische mit der Reliquie des Seligen Rupert.

Die Reliquiennische im hinteren Bereich der Kirche neben dem Eingang zur Gebets- und Kerzenkapelle birgt eine Stele aus Sandstein mit einem Glaskästchen. In diesem befindet sich ein Fingerknochen des seligen Abtes Rupert. Weiterhin hängt an der Wand ein Giebelkreuz der 1960 abgebrochenen Vorgängerkirche. Die Reliquie wurde der St. Georgener Kirche im Jahre 1964 von der Benediktinerabtei Ottobeuren geschenkt, wo sich Ruperts Grabstätte befindet. Seither wurde sie in Nebenräumen der Kirche aufbewahrt. Erst 2011 wurde die heutige Reliquiennische eingerichtet. Der gesamte Bereich mitsamt der Steele wurde von dem St. Georgener Steinmetz Stefan Rosenfelder geschaffen.

## Orgel

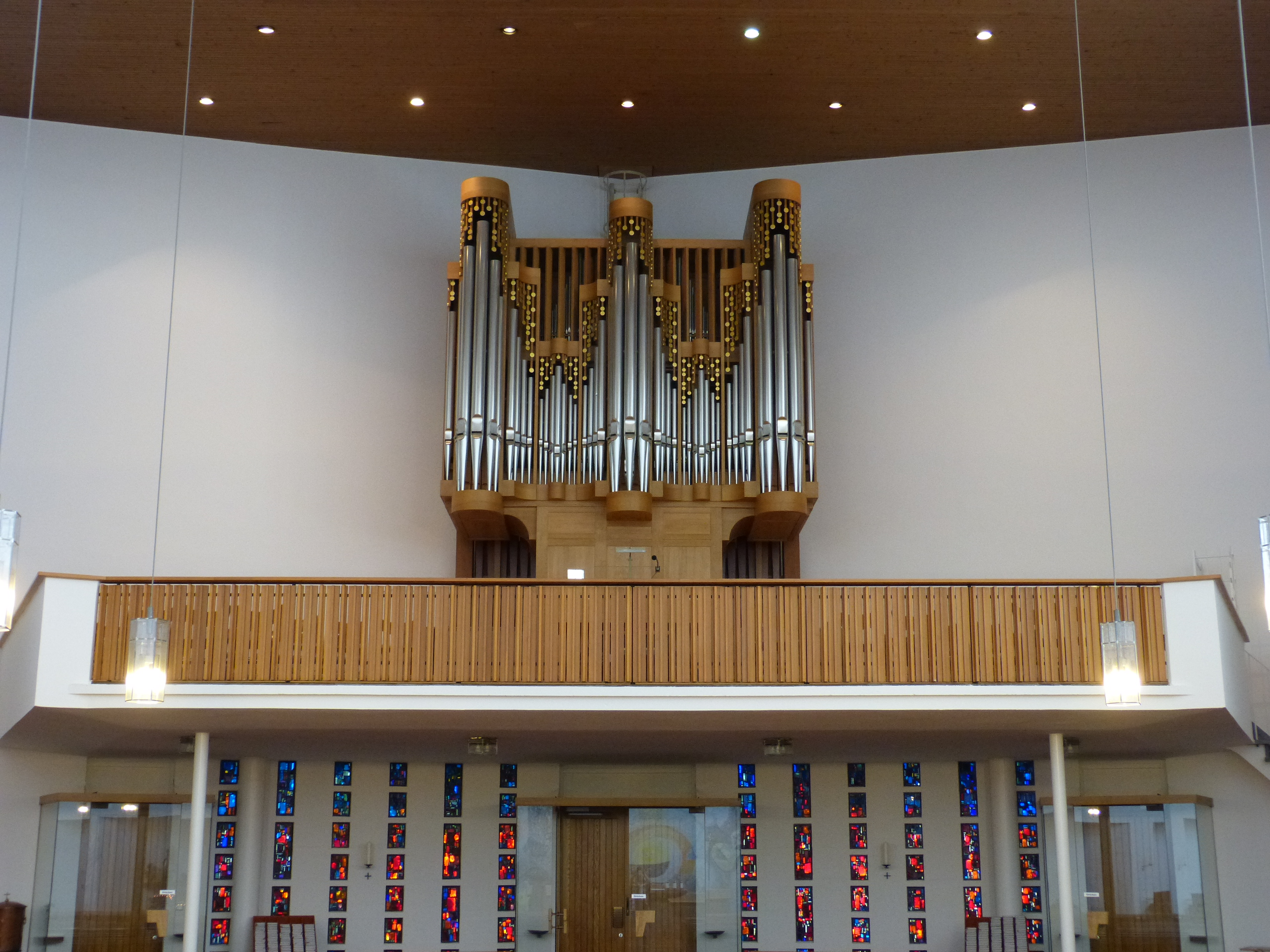
Empore und Orgel

Beim Abbruch der alten Kirche im Jahr 1960 wurde die alte Orgel abgebaut und wegen zu hoher Kosten für ein neues Instrument in der neuen Kirche weiter genutzt. Allerdings wurde die äußere Gestalt der Anlage verändert, zudem kamen vier weitere Register hinzu.
Wegen zunehmender Störanfälligkeit wurde der Bonner Orgelbauer Klais mit dem Bau einer neuen Orgel beauftragt. Bei der Innenrenovierung der Pfarrkirche wurde das alte Instrument im Herbst 1989 abgebaut. Am 14. April 1990 wurde die neue Orgel, Opus 1681 des Orgelbauers, erstmals gespielt.
Die Orgel besitzt 1744 Pfeifen und 27 Register, verteilt auf zwei Manuale und Pedal. Ein Register der alten Orgel wurde wiederverwendet, es stammte noch aus der alten Nußbacher Orgel und hatte alle Umbauten überstanden. Dieses Register, ein Doppelgedackt 8´, besticht noch heute durch seinen ausgezeichneten Klang.

## Glocken

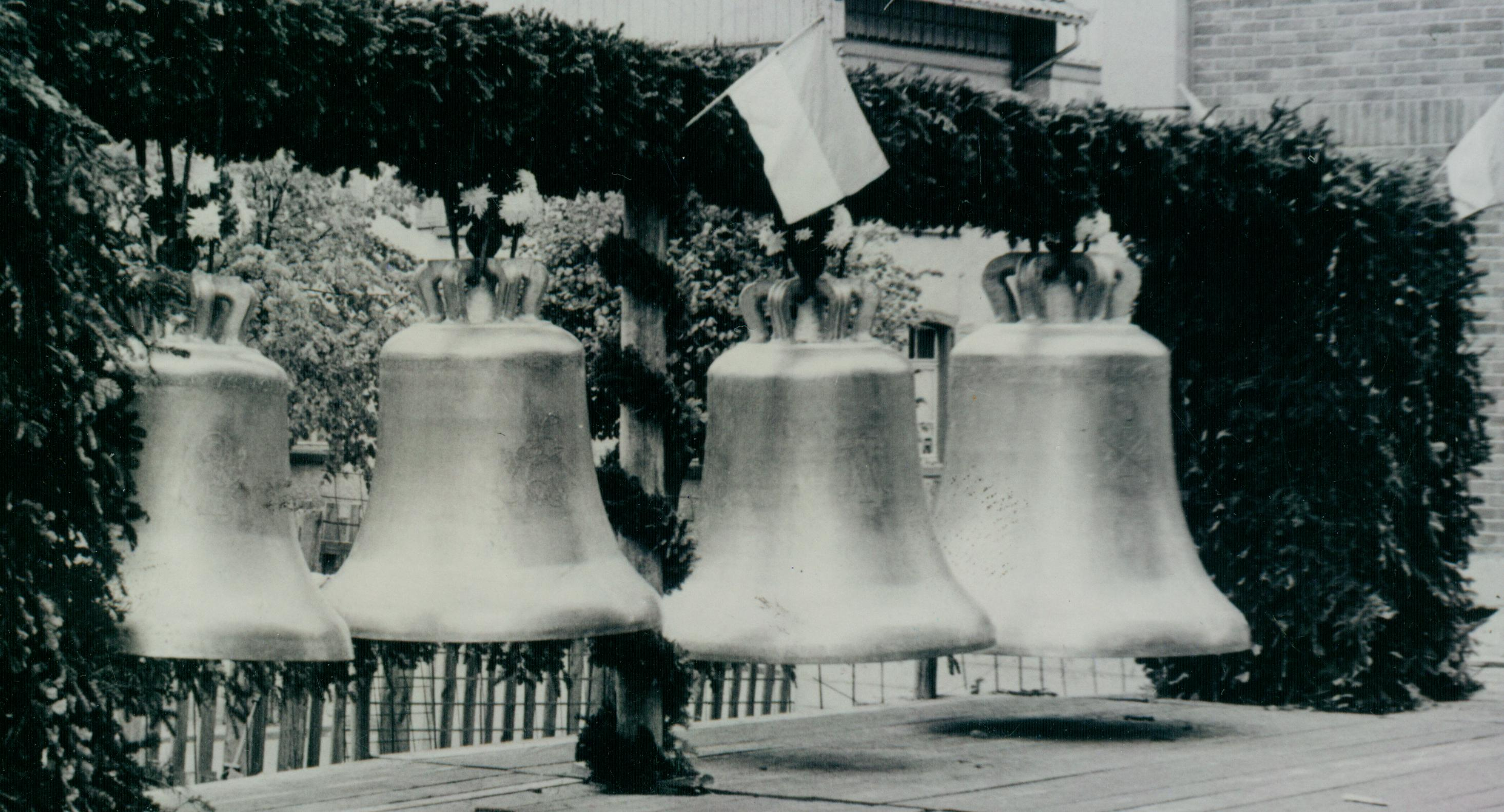
Glockenweihe Oktober 1962

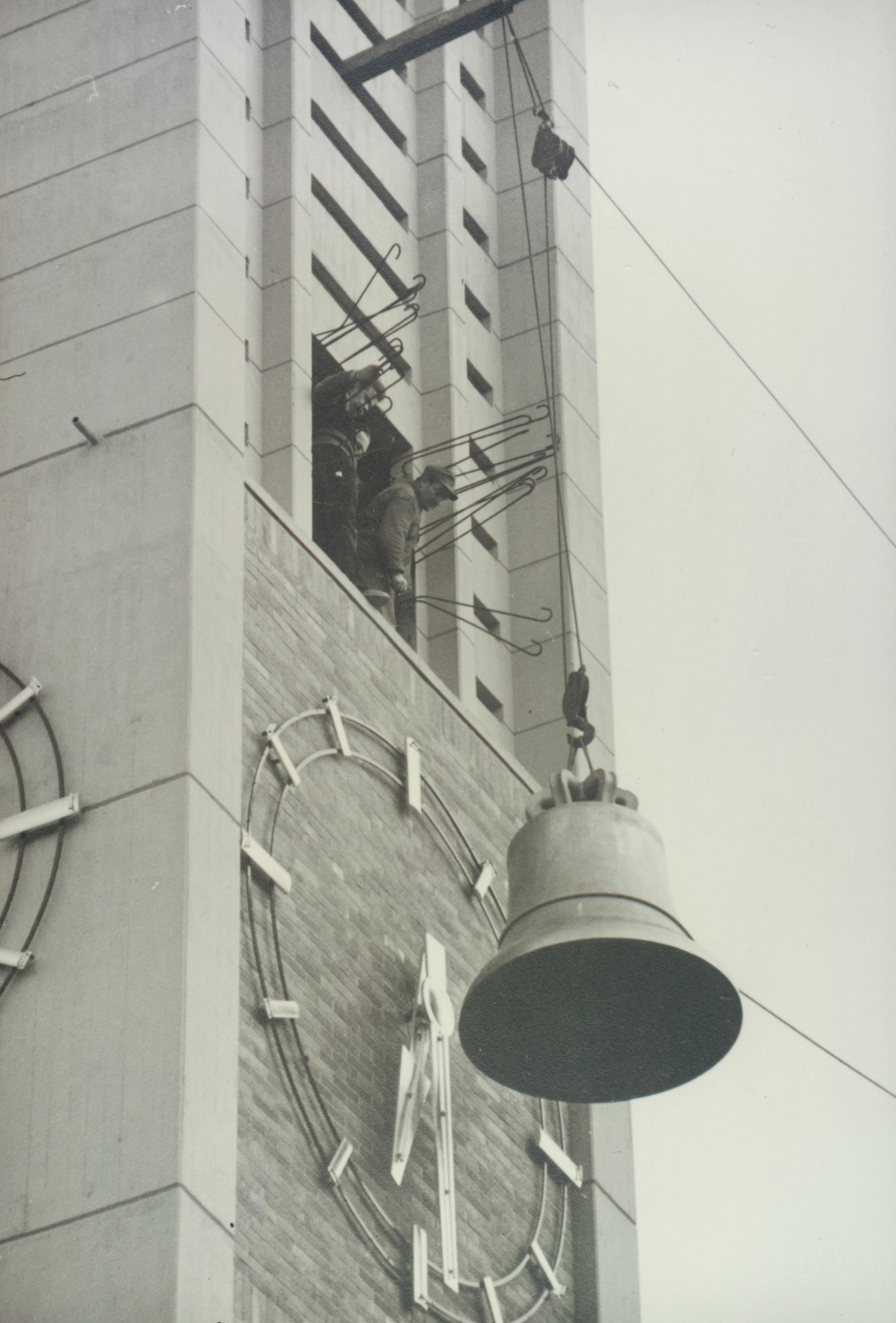
Im November 1962 wurden die neuen Glocken auf den Turm gezogen

Den Auftrag für die Glocken erhielt der Glockengießer Friedrich Wilhelm Schilling. Gegossen wurden die am 23. August 1962 in Heidelberg und trafen zwei Monate später in St. Georgen ein. Erst wenige Tage zuvor war der neue Kirchturm fertiggestellt worden.
Am 28. Oktober 1962 fanden Turm- und Glockenweihe durch Dekan Zürn aus Engen statt. Am 9. November wurden die vier Glocken auf den Turm gezogen. Seither besteht das Geläute aus folgenden vier Glocken:
| Glocke | Name               | Schlagton | Durchmesser | Gewicht | Inschrift |
| ------ | ------------------ | --------- | ----------- | ------- | --- |
| 1      | Christkönigsglocke | cis1      | 1428 mm     | 1980 kg | Jesus Christus, König der Könige, kommt, lasset uns ihn anbeten                                                                 |
| 2      | Marienglocke       | e1        | 1229 mm     | 1245 kg | Maria breit’ den Mantel aus, mach Schirm und Schild für uns daraus, laß’ uns darunter sicher stehn, bis alle Stürm’ vorübergehn |
| 3      | Georgsglocke       | fis1      | 1085 mm     | 0850 kg | Heiliger Georg, bitte für uns, führe uns, streite für uns, schütze uns. Gestiftet von der Stadt St. Georgen im Schwarzwald      |
| 4      | Schutzengelglocke  | gis1      | 1029 mm     | 0733 kg | Heiliger Schutzengel mein, laß’ mich dir empfohlen sein                                                                         |